# Murtino
Murtino (macedónul: Муртино) település Észak-Macedóniában, a Délkeleti körzetben, a Sztrumicai járásban.

## Népesség
| Lakosok száma | 1505 | 1671 | 1922 | 2175 | 2202 | 2214 | 2159 | 2209 | 1740 |
|               | 1948 | 1953 | 1961 | 1971 | 1981 | 1991 | 1994 | 2002 | 2021 |

- 2002-ben 2209 lakosa volt, akik közül 2203 macedón, 2 szerb és 4 egyéb.